# Anaxidame
Anaxidame est un roi de Sparte entre 625 av. J.-C. et 600 av. J.-C..
Selon Pausanias, il succède à son père Zeuxidame et il est le père de son successeur Archidamos Ier. Hérodote quant à lui ne le cite pas parmi les rois de Sparte.
Pendant son règne les Spartiates concluent victorieusement la Seconde Guerre messénienne.